# 王汝賢

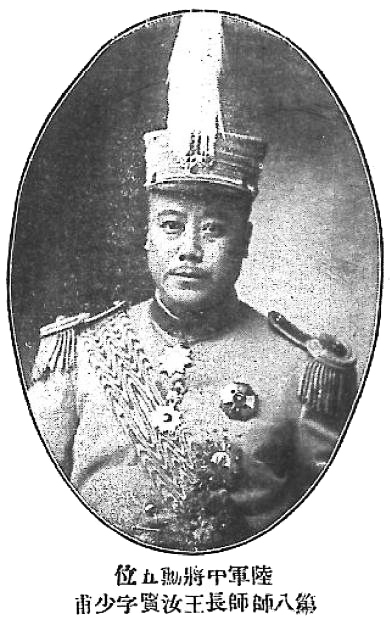

王汝贤（1874年—1944年）字少甫，直隶密云（今北京市密云县）人，清朝及中华民国军事将领。

## 生平
王汝贤毕业于天津北洋武备学堂。清朝末年曾任混成协协统。辛亥革命时，王汝贤任湖广巡防统领、武卫右军统领。
中华民国成立后，1912年10月获授陆军中将衔。1913年8月，任陆军第八师师长。民国四年（1915年）9月，王汝贤出任保定陆军军官学校校长，任至1916年6月。
1917年8月11日，王汝贤再度被任命为陆军第八师师长，接替李长泰。9月18日，零陵镇守使刘建藩和湘军第一师第二旅旅长林修梅在湘南宣告独立，北京命王汝贤率第八师往湖南讨伐刘、林二人，护法战争由此爆发。11月14日，王汝贤和副司令范国璋二人突然通电全国，要求停战。雖然段祺瑞因此被迫辞去国务总理，但王、范二人却沒有受到处分，因为代总统冯国璋想与南方和平解决争端。1918年1月下旬，护法军攻下湖南岳州后，和谈无望，2月5日冯国璋下令褫夺王汝贤军官勋位、勋章，交由两湖宣抚使、直隶督军曹锟“严行察看，留营效力”。10月9日，王汝贤回复一切官职和勋位。1919年9月王汝贤被免去陆军第八师师长职务，由王汝勤继任。
1944年，王汝贤逝世。